# パニック・エレベーター
『パニック・エレベーター』（Blackout）は、2008年のイギリス・スペインのサスペンス映画。監督はリゴベルト・カスタニーダ、出演はアンバー・タンブリンとエイダン・ギレンなど。イタリアの作家ジャンルカ・モロッツィの小説『Blackout』を原作としている。
日本では劇場未公開だが、2009年10月23日にDVDが発売された。

## ストーリー
ある日の夕方、古びたアパートのエレベーターに男2人と女1人が偶然乗り合わせるが、エレベーターが急に止まってしまう。
すぐに復旧すると思っていた3人だが、いつまでたっても動かないばかりか救助も来ない。
3人にはそれぞれ急がなければならない複雑な事情があった。
病院で死にかけている祖母から頼まれたものを取りに行く途中の女子大生クラウディア。
預けていた娘を迎えるために準備しなければならないことのある医師カール。
恋人フランチェスカと駆け落ちの約束をしているトミー。
緊迫した時間が過ぎて行く中で、それぞれの「本当の事情」が徐々に明らかになる。
そして、ある人物が殺人鬼としての本性を現す。

## キャスト
※括弧内は日本語吹替
- クラウディア: アンバー・タンブリン（本名陽子）
- カール: エイダン・ギレン（堀内賢雄）
- トミー: アーミー・ハマー（川島得愛）
- フランチェスカ: ケイティ・スチュアート（ドイツ語版）（石川綾乃）